# 龙城路
龙城路，安徽省合肥市肥东县的一条东西向主干道，得名自石塘镇境内的龙城遗址（浚遒县遗址）。道路东起双山路，西至祥和路。沿路有定光河公园、肥东体育公园等。